# Resolució 786 del Consell de Seguretat de les Nacions Unides
La Resolució 786 del Consell de Seguretat de les Nacions Unides fou adoptada per unanimitat el 10 de novembre de 1992. Després de reafirmar la resolució 781 (1992), el Consell va aprovar una recomanació del Secretari General Boutros Boutros-Ghali per augmentar la força de la Força de Protecció de les Nacions Unides (UNPROFOR) a Bòsnia i Hercegovina en 75 observadors per vigilar la prohibició de vols militars sobre el país.
La resolució referma la zona d'exclusió aèria en relació als vols militars sobre Bòsnia i Hercegovina i va donar la benvinguda al desplegament d'avançada d'observadors de la UNPROFOR i Missió de Supervisió de la Comunitat Europea als camps d'aviació a Bòsnia i Hercegovina, Croàcia i la República Federal de Iugoslàvia (Sèrbia i Montenegro). Es va cridar a totes les parts a cooperar amb la UNPROFOR, demanant-los que dirigissin totes les sol·licituds d'autorització de tots els volts a UNPROFOR i assistència humanitària a la força de protecció.
El Consell també va reiterar la seva determinació a tenir en compte totes les violacions de la zona d'exclusió aèria, observant que consideraria més mesures si calgués.